# Thin-le-Moutier
Thin-le-Moutier è un comune francese di 580 abitanti situato nel dipartimento delle Ardenne nella regione del Grand Est.

## Società

### Evoluzione demografica
Abitanti censiti